# São Francisco do Glória
São Francisco do Glória este un oraș în Minas Gerais (MG), Brazilia.